# Gad Elron
Gad Elron (hebräisch גד אלרון; geboren als Felix Elperin am 11. Oktober 1918 in Berlin; gestorben am 3. Juni 2013 in Jerusalem) war ab 1951 für das israelische Außenministerium tätig. Zuletzt war er Botschafter seines Landes.

## Leben
Felix Elperin wuchs in Berlin auf. Nach der Machtübergabe an die Nationalsozialisten 1933 ging er 1934 mit der Jugendalijah nach Palästina. Nach Ende des Zweiten Weltkriegs studierte Gad Elron am Institut d’études politiques de Paris. 1949 trat er in den Dienst der israelischen Regierung und arbeitete ab 1951 im Außenministerium. Elron war unter anderem Vertreter Israels im Europäischen Parlament. Er war von 1971 bis 1973 israelischer Botschafter in Sambia und fungierte von 1981 bis 1983 in Oslo als Botschafter für Norwegen und Island.   
Elron heiratete die Ökonomin Marianne (Miriam) Pariser, geboren 1922 in Berlin.